# UEFA Europa League 2018-2019 (spareggi)
Gli spareggi della UEFA Europa League 2018-2019 si sono disputati tra il 23 e il 30 agosto 2018. Hanno partecipato a questa fase della competizione 42 club: 21 di essi si sono qualificati alla successiva fase a gironi, composta da 48 squadre.

## Date
| Fase     | Sorteggio            | Andata         | Ritorno        |
| -------- | -------------------- | -------------- | -------------- |
| Spareggi | 6 agosto 2018 (Nyon) | 23 agosto 2018 | 30 agosto 2018 |

## Partecipanti
Per ogni squadra è riportato il Coefficiente UEFA che ne determina la posizione in griglia.
| Legenda                                      |
| -------------------------------------------- |
| I club vincitori avanzano alla fase a gironi |
| I club sconfitti sono eliminati              |

| Squadre           | Coeff    |
| Campioni          | Campioni |
| ----------------- | -------- |
| Ludogorec         | 37.000   |
| Celtic            | 31.000   |
| APOEL             | 27.000   |
| Astana            | 21.750   |
| Qarabağ           | 20.500   |
| Sheriff Tiraspol  | 14.750   |
| Malmö FF          | 14.000   |
| Midtjylland       | 11.500   |
| Rosenborg         | 9.000    |
| CFR Cluj          | 4.090    |
| Škendija          | 3.500    |
| Spartak Trnava    | 3.500    |
| F91 Dudelange     | 3.500    |
| Olimpia Lubiana   | 2.900    |
| Sūduva            | 2.000    |
| T'orp'edo Kutaisi | 1.000    |

| Squadre               | Coeff    |
| Piazzate              | Piazzate |
| --------------------- | -------- |
| Siviglia              | 113.000  |
| Zenit San Pietroburgo | 78.000   |
| Basilea               | 71.000   |
| Beşiktaş              | 57.000   |
| Olympiacos            | 54.000   |
| Copenaghen            | 34.000   |
| FCSB                  | 27.500   |
| Gent                  | 27.000   |
| Genk                  | 27.000   |
| Maccabi Tel Aviv      | 22.500   |
| Rapid Vienna          | 21.500   |
| RB Lipsia             | 17.000   |
| Partizan              | 17.000   |
| Burnley               | 15.921   |
| Atalanta              | 15.249   |
| Molde                 | 12.500   |
| Bordeaux              | 11.283   |
| Ufa                   | 10.676   |
| Apollōn Limassol      | 10.000   |
| Zorja                 | 9.000    |
| Sigma Olomouc         | 6.035    |
| Brøndby               | 5.190    |
| AS Trenčín            | 5.000    |
| AEK Larnaca           | 4.310    |
| Rangers               | 3.725    |
| Sarpsborg             | 3.485    |

## Sorteggio
Il sorteggio è stato effettuato il 6 agosto 2018 a Nyon. La squadra sorteggiata per prima gioca l'andata in casa.
| Campioni                       | Campioni                                               | Campioni                | Campioni                                                        |
| Accoppiamento 1                | Accoppiamento 1                                        | Accoppiamento 2         | Accoppiamento 2                                                 |
| Teste di serie                 | Non teste di serie                                     | Teste di serie          | Non teste di serie                                              |
| ------------------------------ | ------------------------------------------------------ | ----------------------- | --------------------------------------------------------------- |
| Škendija Astana Spartak Trnava | APOEL F91 Dudelange Rosenborg Olimpia Lubiana CFR Cluj | Celtic Qarabağ Malmö FF | Ludogorec Sheriff Tiraspol Midtjylland T'orp'edo Kutaisi Sūduva |

| Piazzate                                | Piazzate                                  | Piazzate                        | Piazzate                                   | Piazzate                                               | Piazzate                                    |
| Accoppiamento 1                         | Accoppiamento 1                           | Accoppiamento 2                 | Accoppiamento 2                            | Accoppiamento 3                                        | Accoppiamento 3                             |
| Teste di serie                          | Non teste di serie                        | Teste di serie                  | Non teste di serie                         | Teste di serie                                         | Non teste di serie                          |
| --------------------------------------- | ----------------------------------------- | ------------------------------- | ------------------------------------------ | ------------------------------------------------------ | ------------------------------------------- |
| Siviglia Beşiktaş Gent Maccabi Tel Aviv | Partizan Sarpsborg Bordeaux Sigma Olomouc | Basilea Copenaghen FCSB Rangers | Rapid Vienna Atalanta Ufa Apollōn Limassol | Zenit San Pietroburgo Olympiacos Zorja Genk AS Trenčín | RB Lipsia Burnley Molde AEK Larnaca Brøndby |

## Risultati
| Squadra 1             | Totale          | Squadra 2        | Andata   | Ritorno     |
| Campioni              | Campioni        | Campioni         | Campioni | Campioni    |
| --------------------- | --------------- | ---------------- | -------- | ----------- |
| Olimpia Lubiana       | 1 - 3           | Spartak Trnava   | 0 - 2    | 1 - 1       |
| APOEL                 | 1 - 1 (1-2 dtr) | Astana           | 1 - 0    | 0 - 1 (dts) |
| Rosenborg             | 5 - 1           | Škendija         | 3 - 1    | 2 - 0       |
| F91 Dudelange         | 5 - 2           | CFR Cluj         | 2 - 0    | 3 - 2       |
| Sūduva                | 1 - 4           | Celtic           | 1 - 1    | 0 - 3       |
| Sheriff Tiraspol      | 1 - 3           | Qarabağ          | 1 - 0    | 0 - 3       |
| Malmö FF              | 4 - 2           | Midtjylland      | 2 - 2    | 2 - 0       |
| T'orp'edo Kutaisi     | 0 - 5           | Ludogorec        | 0 - 1    | 0 - 4       |
| Piazzate              |                 |                  |          |             |
| Sigma Olomouc         | 0 - 4           | Siviglia         | 0 - 1    | 0 - 3       |
| Sarpsborg 08          | 4 - 3           | Maccabi Tel Aviv | 3 - 1    | 1 - 2       |
| Gent                  | 0 - 2           | Bordeaux         | 0 - 0    | 0 - 2       |
| Partizan              | 1 - 4           | Beşiktaş         | 1 - 1    | 0 - 3       |
| Rapid Vienna          | 4 - 3           | FCSB             | 3 - 1    | 1 - 2       |
| Basilea               | 3 - 3 (gfc)     | Apollōn Limassol | 3 - 2    | 0 - 1       |
| Rangers               | 2 - 1           | Ufa              | 1 - 0    | 1 - 1       |
| Atalanta              | 0 - 0 (3-4 dtr) | Copenaghen       | 0 - 0    | 0 - 0 (dts) |
| Zenit San Pietroburgo | 4 - 3           | Molde            | 3 - 1    | 1 - 2       |
| AS Trenčín            | 1 - 4           | AEK Larnaca      | 1 - 1    | 0 - 3       |
| Genk                  | 9 - 4           | Brøndby          | 5 - 2    | 4 - 2       |
| Olympiacos            | 4 - 2           | Burnley          | 3 - 1    | 1 - 1       |
| Zorja                 | 2 - 3           | RB Lipsia        | 0 - 0    | 2 - 3       |

Note
1. ↑  Inversione di campo rispetto all'esito del sorteggio.

### Andata

#### Campioni
| Arbitro: | Hüseyin Göçek |

|  |           |                 |
|  | Marcatori | 45+1’ Wanderson |

| Arbitro: | Harald Lechner |

|          |           |  |
| Kapić 8’ | Marcatori |  |

| Arbitro: | Ivan Bebek |

|               |           |           |
| Verbickas 13’ | Marcatori | 3’ Ntcham |

| Arbitro: | Daniel Siebert |

|          |           |  |
| Caju 79’ | Marcatori |  |

| Arbitro: | Srdjan Jovanović |

|                             |           |                        |
| Rosenberg 12’ Antonsson 25’ | Marcatori | 60’ Wikheim 77’ Okosun |

| Arbitro: | Andreas Ekberg |

|                       |           |  |
| Turpel 67’ Sinani 80’ | Marcatori |  |

| Arbitro: | Craig Pawson |

|  |           |                                  |
|  | Marcatori | 23’ (rig.) Bakoš 35’ (aut.) Ilič |

| Arbitro: | Orel Grinfeeld |

|                                  |           |                   |
| Jebali 11’ Bendtner 15’ Levi 44’ | Marcatori | 76’ Stênio Júnior |

#### Piazzate
| Arbitro: | Deniz Aytekin |

|                                      |           |            |
| Dzjuba 71’ Zabolotnyj 80’ Mevlja 90’ | Marcatori | 42’ Hestad |

| Arbitro: | Antonio Mateu Lahoz |

|              |           |            |
| Sleegers 55’ | Marcatori | 60’ Acorán |

| Arbitro: | Bobby Madden |

|  |           |             |
|  | Marcatori | 84’ Sarabia |

| Arbitro: | Vladislav Bezborodov |

|                                                       |           |                        |
| Heintz 2’ Lund Nielsen 7’ (rig.) Mortensen 56’ (rig.) | Marcatori | 13’ (rig.) Kjartansson |

| Reggio nell'Emilia 23 agosto 2018, ore 20:00 CEST | Atalanta       | 0 – 0 referto | Copenaghen | Mapei Stadium - Città del Tricolore (7 680 spett.)\| Arbitro: \| Pavel Královec \| |
| Arbitro:                                          | Pavel Královec |               |            |                                                                                    |

| Arbitro: | Matej Jug |

|                                    |           |                          |
| van Wolfswinkel 6’, 69’ Cömert 84’ | Marcatori | 49’ Maglica 53’ Papoulis |

| Arbitro: | Slavko Vinčić |

|                                            |           |                 |
| Fortounīs 19’, 60’ (rig.) Mpouchalakīs 49’ | Marcatori | 33’ (rig.) Wood |

| Arbitro: | Ivan Kružliak |

|                   |           |            |
| Ricardo Gomes 14’ | Marcatori | 15’ Arslan |

| Arbitro: | Andris Treimanis |

|                                                 |           |                             |
| Samata 37’, 55’, 70’ Trossard 45’ (rig.), 90+1’ | Marcatori | 47’ Hermannsson 51’ Wilczek |

| Arbitro: | William Collum |

|                                           |           |             |
| Knasmüllner 4’ Sonnleitner 40’ Schwab 49’ | Marcatori | 47’ Gnohéré |

| Zaporižžja 23 agosto 2018, ore 20:30 CEST | Zorja          | 0 – 0 referto | RB Lipsia | Slavutyč-Arena (5 127 spett.)\| Arbitro: \| Benoît Bastien \| |
| Arbitro:                                  | Benoît Bastien |               |           |                                                               |

| Gent 23 agosto 2018, ore 20:45 CEST | Gent           | 0 – 0 referto | Bordeaux | Ghelamco Arena (13 239 spett.)\| Arbitro: \| Aliyar Aghayev \| |
| Arbitro:                            | Aliyar Aghayev |               |          |                                                                |

| Arbitro: | Daniel Stefański |

|             |           |  |
| Goldson 41’ | Marcatori |  |

### Ritorno

#### Campioni
| Arbitro: | Jakob Kehlet |

|                                    |                      |                                            |
| Henrique 16’ (rig.)                | Marcatori            |                                            |
| Richard Aničić Henrique Beýsebekov | Tiri di rigore 2 – 1 | Morais De Vincenti Efraim Dellatorre Souza |

| Arbitro: | Mattias Gestranius |

|                                           |           |  |
| Vura 6’ Campanharo 38’, 59’ Wanderson 62’ | Marcatori |  |

| Arbitro: | Aleksandar Stavrev |

|                                     |           |  |
| Medvedev 9’ Guerrier 42’ Ozobić 55’ | Marcatori |  |

| Arbitro: | Davide Massa |

|                      |           |                            |
| Tambe 85’ Omrani 88’ | Marcatori | 51’, 54’ Sinani 78’ Turpel |

| Arbitro: | Serdar Gözübüyük |

|  |           |                             |
|  | Marcatori | 32’ Antonsson 79’ Rosenberg |

| Arbitro: | Aleksei Kulbakov |

|  |           |                             |
|  | Marcatori | 67’ Hovland 84’ Reginiussen |

| Arbitro: | Luca Banti |

|           |           |           |
| Godál 12’ | Marcatori | 42’ Kapun |

| Arbitro: | Georgi Kabakov |

|                                     |           |  |
| Griffiths 27’ McGregor 53’ Ajer 61’ | Marcatori |  |

#### Piazzate
| Arbitro: | Tobias Stieler |

|            |           |           |
| Sysuev 32’ | Marcatori | 9’ Ejaria |

| Arbitro: | Sergej Karasëv |

|                            |           |  |
| Giannou 1’, 65’ Acorán 36’ | Marcatori |  |

| Arbitro: | Danny Makkelie |

|                                           |           |                                 |
| Cunha 7’ Augustin 69’ Forsberg 90’ (rig.) | Marcatori | 35’ Rafael Ratão 48’ Hordijenko |

| Arbitro: | Anastasios Sidīropoulos |

|                                   |                      |                                        |
| Sōtīriou Greguš Skov N'Doye Vavro | Tiri di rigore 4 – 3 | de Roon Adnan Gómez Masiello Cornelius |

| Arbitro: | Carlos del Cerro Grande |

|                       |           |             |
| Hestad 65’ Håland 77’ | Marcatori | 21’ Kuzjaev |

| Arbitro: | Ruddy Buquet |

|              |           |  |
| Kyriakou 53’ | Marcatori |  |

| Arbitro: | Artur Soares Dias |

|                            |           |                      |
| Atzili 52’ (rig.) Atar 60’ | Marcatori | 81’ (rig.) Halvorsen |

| Arbitro: | Ovidiu Hațegan |

|                                     |           |  |
| Pepe 37’, 68’ Oğuzhan Özyakup 45+1’ | Marcatori |  |

| Arbitro: | Gediminas Mažeika |

|                         |           |                                                       |
| Wilczek 34’ Larsson 58’ | Marcatori | 15’ Malinovs'kyj 33’ Ndongala 66’ Dewaest 87’ Samatta |

| Arbitro: | Michael Oliver |

|                         |           |                 |
| Gnohéré 12’ Roman 45+2’ | Marcatori | 63’ Sonnleitner |

| Arbitro: | Viktor Kassai |

|           |           |             |
| Vydra 86’ | Marcatori | 83’ Podence |

| Arbitro: | Jesús Gil Manzano |

|                              |           |  |
| Kamano 10’ Briand 64’ (rig.) | Marcatori |  |

| Arbitro: | István Kovács |

|                                               |           |  |
| Gonalons 21’ Nešpor 26’ (aut.) Ben Yedder 75’ | Marcatori |  |